# Camponotus inflatus
Camponotus inflatus är en art i insektsfamiljen myror som finns i Australien. Grundfärgen är mörk och bakkroppen har ljust bruna tvärstreck. Den tillhör en grupp myror som brukar kallas för honungsmyror, eftersom dess främsta föda är nektar, vilken samlas in och lagras i boet i bakkroppen på specialiserade arbetare. På dessa arbetare kan man se när bakkroppen är full av nektar genom att den är onormalt uppsvälld. I Australien har aboriginerna traditionellt ätit dessa myror som sötsaker och godis.